# سرویس‌های مرچنت
سرویس مرچنت (خدمات بازرگانی) طبقه‌بندی گسترده‌تری از خدمات مالی است که برای کسب و کارها ارائه می‌شود.
این خدمات شامل پردازش و پذیرش تراکنش‌های پرداخت از طریق کانالهای امن و با استفاده از کارت اعتباری و کارت نقدی یا NFC است.